# Colletes fasciatus
Colletes fasciatus là một loài Hymenoptera trong họ Colletidae. Loài này được Smith mô tả khoa học năm 1853.